# KiK
KiK Textilien und Non-Food GmbH, або просто KiK (від нім. «Kunde ist König», покупець — король) — німецька мережа дискаунтерів одягу зі штаб-квартирою в Бенені. KiK в сумі має 3697 відділень у Німеччині (з 1998), Австрії (з 1998), Словенії (з 2007), Чехії (з 2007), Угорщині (з 2008), Словаччині (з 2008), Хорватії (з 2011), Польщі (2012), Нідерландах (2013), Італії (з 2017) та Румунії (з 2018). У компанії працює 26 000 співробітників та обсяг продажів у 2017 році склав 2,05 млрд євро.

## Кількість магазинів
Об'єм продаж (грудень 2014)
Кількість магазинів (грудень 2018)
| Країна     | Кількість магазинів | Об'єм продаж (млн євро) | Рік відкриття |
| ---------- | ------------------- | ----------------------- | ------------- |
| Німеччина  | 2.607               | 1.298,3                 | 1998          |
| Хорватія   | 78                  | 29,5                    | 2011          |
| Нідерланди | 36                  | 2,9                     | 2013          |
| Австрія    | 254                 | 163,5                   | 1998          |
| Польща     | 257                 | 18,4                    | 2012          |
| Словаччина | 87                  | 36,2                    | 2008          |
| Словенія   | 52                  | 27,8                    | 2007          |
| Чехія      | 214                 | 79,9                    | 2007          |
| Угорщина   | 82                  | 25,0                    | 2008          |
| Італія     | 17                  | /                       | 2017          |
| Румунія    | 12                  | /                       | 2018          |